# Rezerwat przyrody Bahno w Borkach
Rezerwat przyrody „Bahno w Borkach” – torfowiskowy rezerwat przyrody w województwie podlaskim, położony na terenie gminy Szudziałowo i w niewielkiej części na terenie gminy Supraśl. Leży w środkowej części Puszczy Knyszyńskiej, w granicach Parku Krajobrazowego Puszczy Knyszyńskiej.
Stworzony dla ochrony: dobrze wykształconych zbiorowisk torfowiskowych o charakterze borealnym, odznaczających się bogactwem flory roślin naczyniowych i mszaków oraz występowaniem dużej liczby gatunków chronionych.
Zajmuje powierzchnię 289,87 ha (akt powołujący podawał 286,90 ha).